# Sainte-Alauzie
Sainte-Alauzie est une ancienne commune française, située dans le département du Lot en région Occitanie.
Depuis le 1er janvier 2017, elle est une commune déléguée au sein de la commune nouvelle de Castelnau Montratier-Sainte Alauzie.

## Géographie
Commune située dans le Quercy sur la Ramat.

### Communes limitrophes
La commune est limitrophe du département de Tarn-et-Garonne.
| Lascabanes                   | Cézac                                                      |      |
| Saint-Cyprien                | Sainte-Alauzie                                             | Pern |
| Sauveterre (Tarn-et-Garonne) | Castelnau-Montratier (Castelnau Montratier-Sainte Alauzie) |      |

## Toponymie
Le toponyme Sainte-Alauzie, en occitan Senta Alausia, est basé sur l'hagiotoponyme chrétien Eulalie (Eulalia) martyre à Barcelone.

## Histoire
Noble Antoine Dupuy, professeur de droit en l'université de Cahors est seigneur de Sainte-Alauzie en 1710.

## Politique et administration
| Période                                  | Période  | Identité                  | Étiquette | Qualité |
| ---------------------------------------- | -------- | ------------------------- | --------- | ------- |
| 1802                                     | 1808     | Jean-pierre Buzenac       |           |         |
| 1808                                     | 1825     | Etienne Pechmeja          |           |         |
| 1825                                     | 1826     | Pierre Desplat            |           |         |
| 1826                                     | 1830     | Gabriel Fourniols         |           |         |
| 1830                                     | 1831     | Pierre Babolene           |           |         |
| 1831                                     | 1833     | Jacques Tulle             |           |         |
| 1833                                     | 1837     | Antoine Pages             |           |         |
| 1837                                     | 1846     | Jean-baptiste Chatin      |           |         |
| 1846                                     | 1873     | François-xavier Combarieu |           |         |
| 1874                                     | 1881     | Jean-zozime Ausset        |           |         |
| 1881                                     | 1882     | Pierre Lagarde            |           |         |
| 1882                                     | 1892     | Jean-zozime Ausset        |           |         |
| 1892                                     |          | Pierre Joseph Verdier     |           |         |
|                                          | 1976     | Augustin Buzenac          |           |         |
| 1976                                     | 1989     | Raymond Paraire           |           |         |
| mars 2001                                | En cours | Bernard Resseguier        |           |         |
| Les données manquantes sont à compléter. |          |                           |           |         |

## Démographie
L'évolution du nombre d'habitants est connue à travers les recensements de la population effectués dans la commune depuis 1793. À partir du 1er janvier 2009, les populations légales des communes sont publiées annuellement dans le cadre d'un recensement qui repose désormais sur une collecte d'information annuelle, concernant successivement tous les territoires communaux au cours d'une période de cinq ans. 
Pour les communes de moins de 10 000 habitants, une enquête de recensement portant sur toute la population est réalisée tous les cinq ans, les populations légales des années intermédiaires étant quant à elles estimées par interpolation ou extrapolation. Pour la commune, le premier recensement exhaustif entrant dans le cadre du nouveau dispositif a été réalisé en 2007,.
En 2014, la commune comptait 123 habitants, en évolution de −13,99 % par rapport à 2009 (Lot : +0,05 %, France hors Mayotte : +2,49 %).
| 1793 | 1800 | 1806 | 1821 | 1831 | 1836 | 1841 | 1846 | 1851 |
| ---- | ---- | ---- | ---- | ---- | ---- | ---- | ---- | ---- |
| 487  | 604  | 625  | 614  | 591  | 564  | 536  | 588  | 595  |

| 1856 | 1861 | 1866 | 1872 | 1876 | 1881 | 1886 | 1891 | 1896 |
| ---- | ---- | ---- | ---- | ---- | ---- | ---- | ---- | ---- |
| 583  | 579  | 548  | 513  | 519  | 507  | 446  | 428  | 392  |

| 1901 | 1906 | 1911 | 1921 | 1926 | 1931 | 1936 | 1946 | 1954 |
| ---- | ---- | ---- | ---- | ---- | ---- | ---- | ---- | ---- |
| 371  | 341  | 325  | 271  | 248  | 255  | 233  | 222  | 227  |

| 1962 | 1968 | 1975 | 1982 | 1990 | 1999 | 2007 | 2012 | 2014 |
| ---- | ---- | ---- | ---- | ---- | ---- | ---- | ---- | ---- |
| 226  | 186  | 169  | 138  | 107  | 109  | 139  | 124  | 123  |

## Lieux et monuments
- L'église Sainte-Eulalie de Sainte-Alauzie.
- Le moulin à vent de Boisse encore en état de fonctionnement est protégé au titre des Monuments historiques[8]. Ce moulin a été déplacé du lieu-dit l'Arbre del Canou de Cézac à Sainte-Alauzie en 1813. Son fonctionnement s'était arrêté en 1939, pour reprendre après réfection dans les années 1970. La commune l'a acquis en 1997. Son toit, avec sa charpente en chêne et sa couverture en peuplier noir, a été entièrement restauré en 2012[9].

Sainte-Alauzie
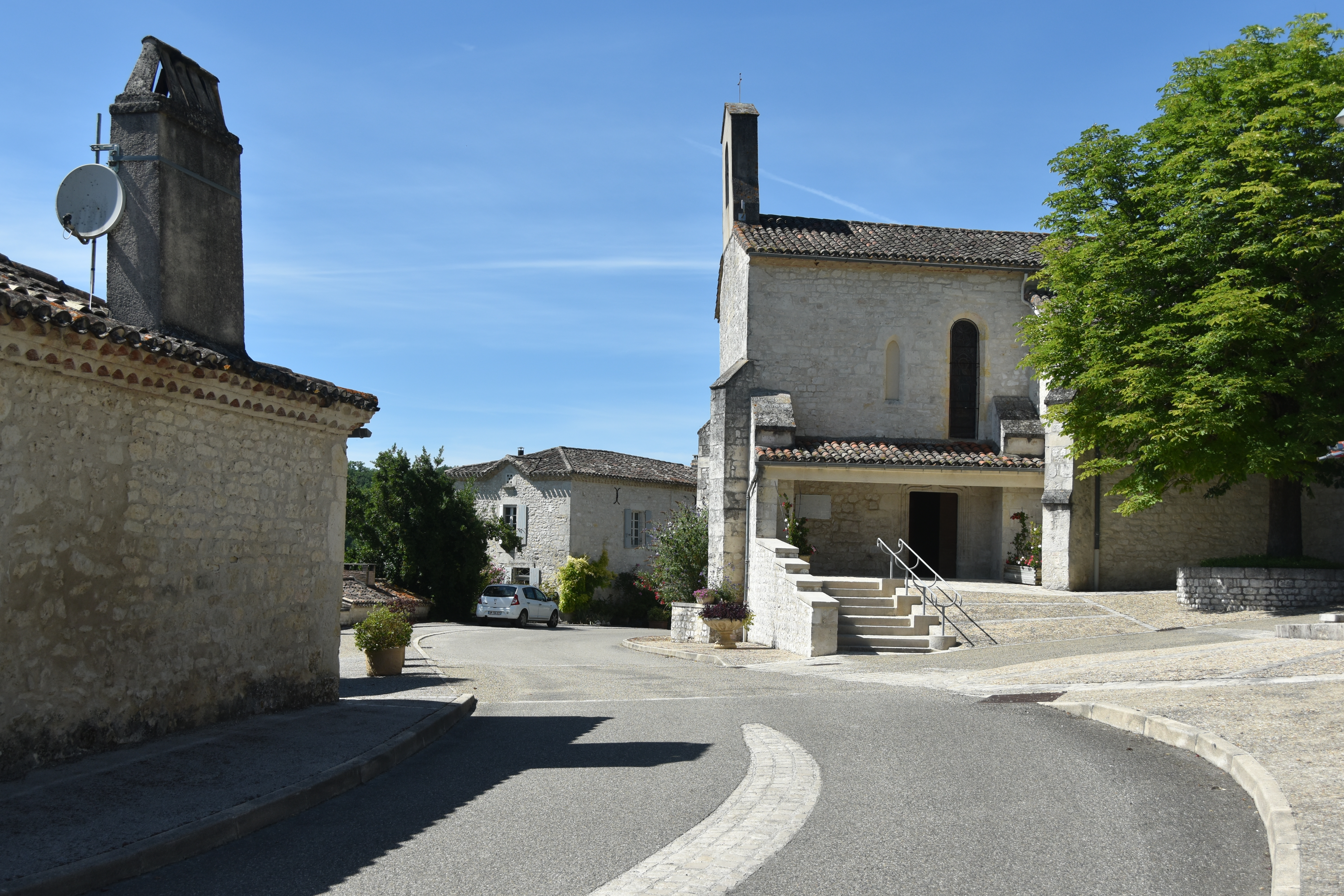
L'église Sainte-Eulalie de Sainte-Alauzie
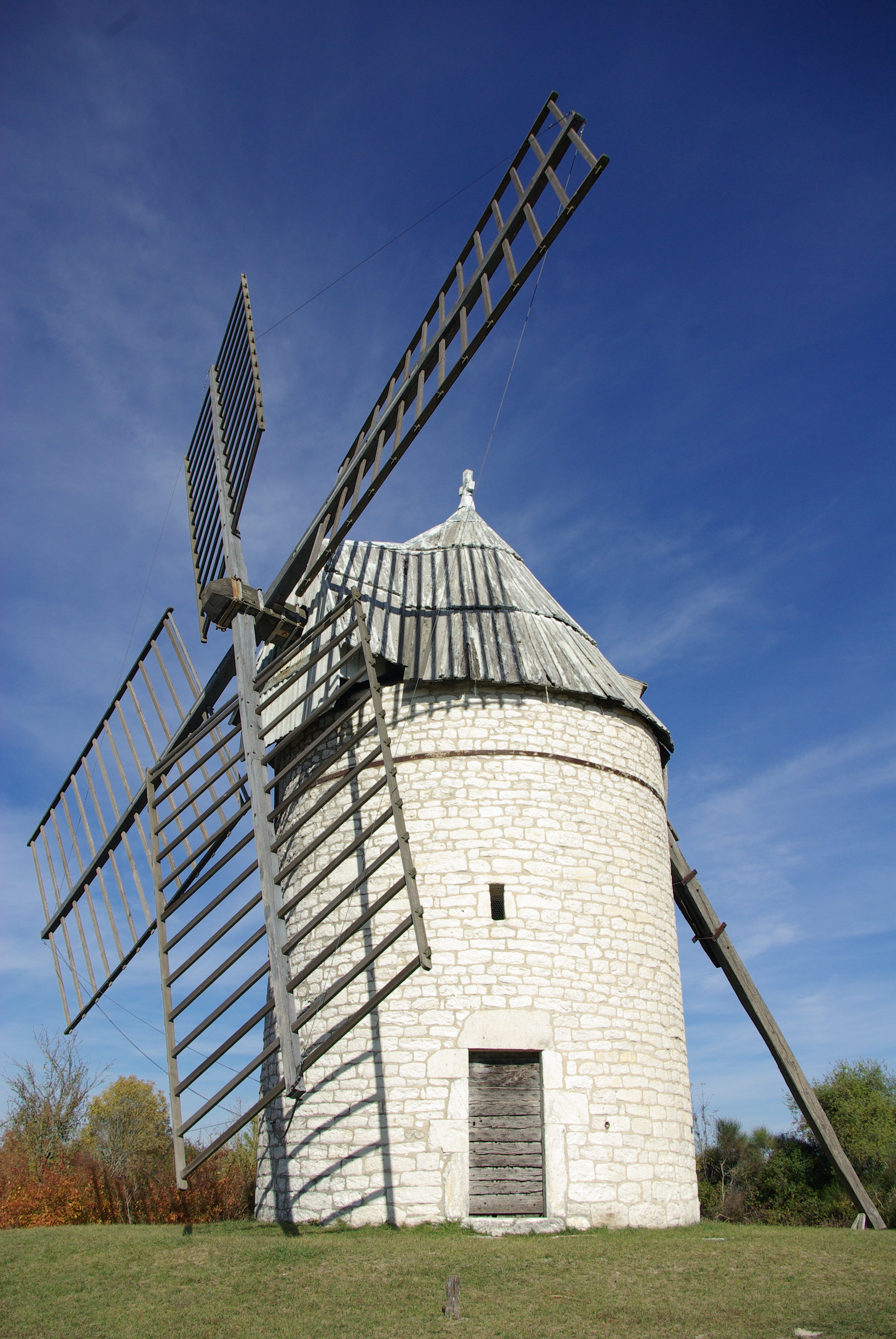
Le moulin à vent de Boisse
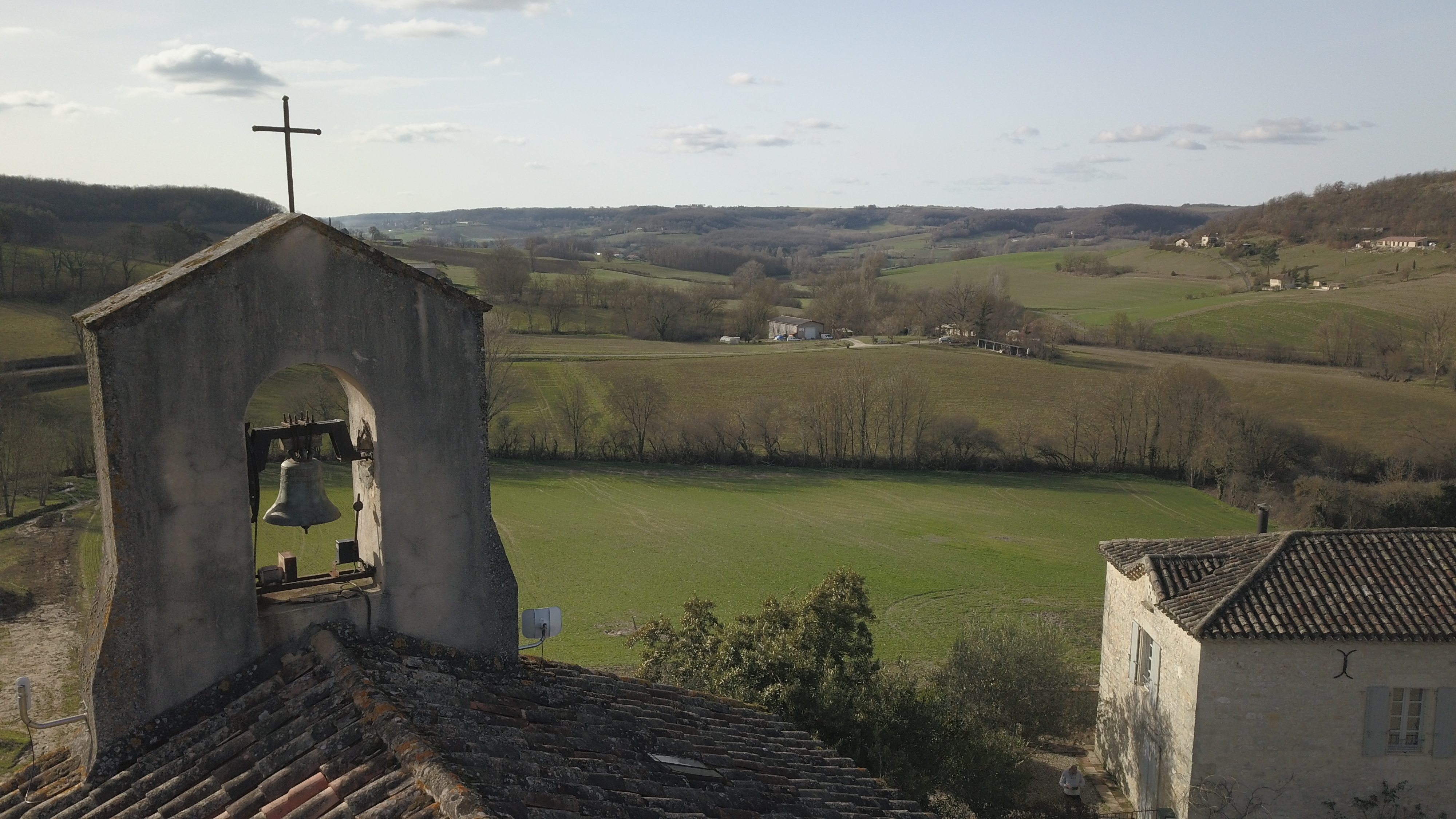
La vallée

## Personnalités liées à la commune
- Benoit Demortier, architecte belge installe une partie de ses activités à Sainte-Alauzie en 2020.